# Laurenz Pöttinger
Laurenz Pöttinger (* 25. September 1964 in Grieskirchen, Oberösterreich) ist ein österreichischer Politiker der Österreichischen Volkspartei (ÖVP). Seit dem 2. Juli 2019 ist er Abgeordneter zum Nationalrat.

## Leben

### Ausbildung und Beruf
Laurenz Pöttinger legte 1987 die Meisterprüfung als Kunstschmied ab. 1992 übernahm er den Schmiedebetrieb, aus dem 2001 die Metallwerkstätten Pöttinger GmbH in Taufkirchen an der Trattnach hervorging, deren Alleineigentümer er seit 2018 ist. Er ist verheiratet und Vater zweier Kinder. Pöttinger wurde der Berufstitel Kommerzialrat verliehen. Im Wasserschloss Parz gründete er 2007 gemeinsam mit seiner Schwester Jacinta M. Mössenböck die Galerie Schloss Parz.

### Politik
Pöttinger engagiert sich seit 2009 in der Kommunalpolitik, 2018 folgte ihm Leopold Hofinger als Stadtrat in Grieskirchen nach, wo Pöttinger Mitglied des Gemeinderates ist. Er war von 2010 bis 2019 Bezirksstellenobmann der Wirtschaftskammer Oberösterreich im Bezirk Grieskirchen und war von 4. Februar 2016 bis 31. Dezember 2019 Obmann-Stellvertreter in der Oberösterreichischen Gebietskrankenkasse und ist seit 16. April 2016 Vorstandsmitglied des Wirtschaftsbundes Oberösterreich.
2017 kandidierte er bei der Nationalratswahl für die ÖVP im Regionalwahlkreis Hausruckviertel auf dem vierten Listenplatz sowie auf dem siebenten Listenplatz im Landeswahlkreis Oberösterreich. Nach dem Wechsel von Angelika Winzig ins EU-Parlament mit 2. Juli 2019 rückte er für sie in der XXVI. Gesetzgebungsperiode als Abgeordneter zum Nationalrat nach. Ursprünglich hätte er 2020 ins Parlament wechseln sollen. 2017 beschloss der ÖVP-Landesparteivorstand, dass er Nikolaus Prinz nach der Hälfte der Legislaturperiode ablösen solle.
Bei der Nationalratswahl 2019 kandidiert er für die ÖVP hinter Klaus Lindinger und Doris Schulz auf dem dritten Listenplatz im Regionalwahlkreis Hausruckviertel sowie auf Platz sieben im Landeswahlkreis Oberösterreich.
Im April 2021 erregte er mit einer Aussage, welcher er im Nationalrat tätigte, Aufsehen: An die FPÖ gerichtet behauptete er, dass eine Aufstockung der Intensivbetten zu mehr Toten führen würde, da ein Drittel der Coronapatienten, welche sich auf einer Intensivstation befinden, versterben. Nachher ruderte er zurück bzw. präzisierte seine Aussage, seine Wortwahl sei „unglücklich“ gewesen, er habe nur die mangelnde Bereitschaft für Prävention vonseiten der FPÖ bezüglich COVID-19 kritisiert. Diese setze ihm zufolge statt auf eine effektive Pandemiebekämpfung auf einen Ausbau der Intensivbetten, was ihm zufolge unterm Strich zu mehr Toten führen würde.
Im ÖVP-Parlamentsklub folgte er im Oktober 2023 Maria Großbauer als Kultursprecher nach. In der XXVIII. Gesetzgebungsperiode blieb er Bereichssprecher für Kunst und Kultur.